# Stenogobius psilosinionus
Stenogobius psilosinionus es una especie de pez de la familia de los Gobiidae en el orden de los Perciformes.

## Morfología
Los machos pueden llegar a alcanzar los 9,7 cm de longitud total.

## Hábitat
Es un pez de Agua dulce, de clima tropical y demersal.

## Distribución geográfica
Se encuentra en Oceanía: sur de Papúa Nueva Guinea.

## Observaciones
Es inofensivo para los humanos.